# Schermbeck

Ortsteile von Schermbeck

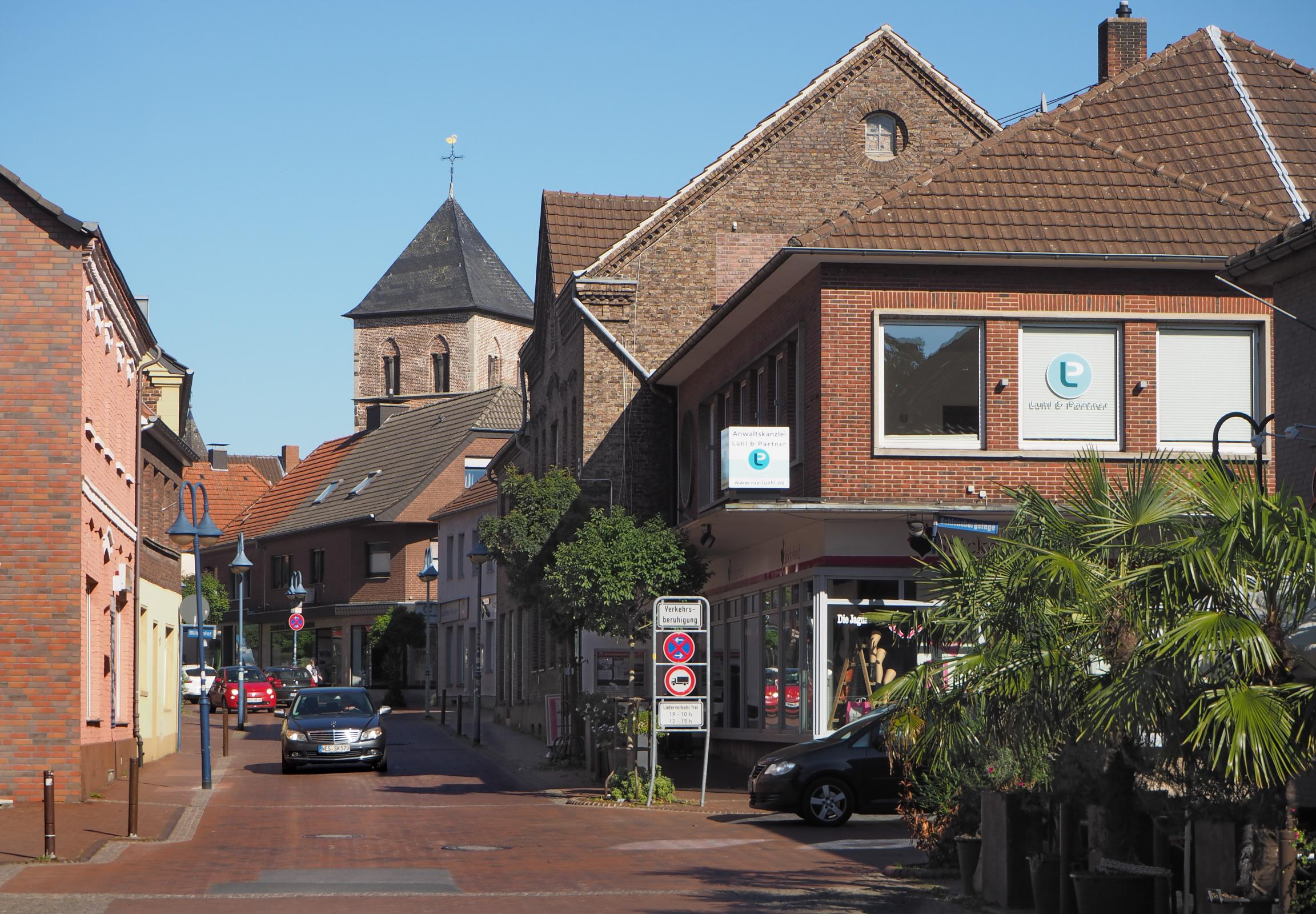
Verkehrsberuhigtes Zentrum von Schermbeck

Die Gemeinde Schermbeck liegt zwischen der Region Niederrhein und dem westfälischen Münsterland im Nordwesten von Nordrhein-Westfalen. Die kreisangehörige Gemeinde im Kreis Wesel gehört zum Regierungsbezirk Düsseldorf und ist Mitglied der Euregio Rhein-Waal.

## Geographie

### Lage
Die Gemeinde Schermbeck liegt ungefähr 8 km von Dorsten und 18 km von Wesel bzw. jeweils 17 km von Dinslaken und Bottrop entfernt. Das gesamte Gemeindegebiet ist Teil des Naturparks Hohe Mark-Westmünsterland, zu dem im Westen die Naturschutzgebiete Loosen Berge, Dämmerwald und Lichtenhagen, im Osten die Üfter Mark als Teil des Waldgebiets Forst Gewerkschaft August zählen. Sowohl die Lippe als auch der Wesel-Datteln-Kanal durchqueren das Gemeindegebiet auf je rund 4 km ihres Verlaufs.
Die Endung „-beck“ verweist auf das altsächsische Wort für „Bach“, was auf die Lage des Ortes an der Lippe und an kleineren Fließgewässern hindeutet.

### Gemeindegebiet und -gliederung
Die Gemeinde Schermbeck hat eine Gesamtfläche von 110,74 km². Ihre maximale Nord-Süd-Ausdehnung beträgt 12,90 km, von West nach Ost 17,80 km. Sie gliedert sich in die neun Ortsteile Altschermbeck mit Uefte und Rüste, Bricht, Damm mit Malberg und Wachtenbrink, Dämmerwald, Gahlen mit Besten, Bruch und Heisterkamp, Overbeck, Schermbeck und Weselerwald mit der Kolonie Lühlerheim und Voshövel.

### Nachbargemeinden/-städte
| Die Gemeinde Schermbeck grenzt im Westen an die niederrheinischen Gemeinden Hünxe und Hamminkeln und ansonsten an die westfälischen Gemeinden Raesfeld, Dorsten und Bottrop. |
| Nachbargemeinden und -städte Schermbecks |

## Geschichte

### Mittelalter

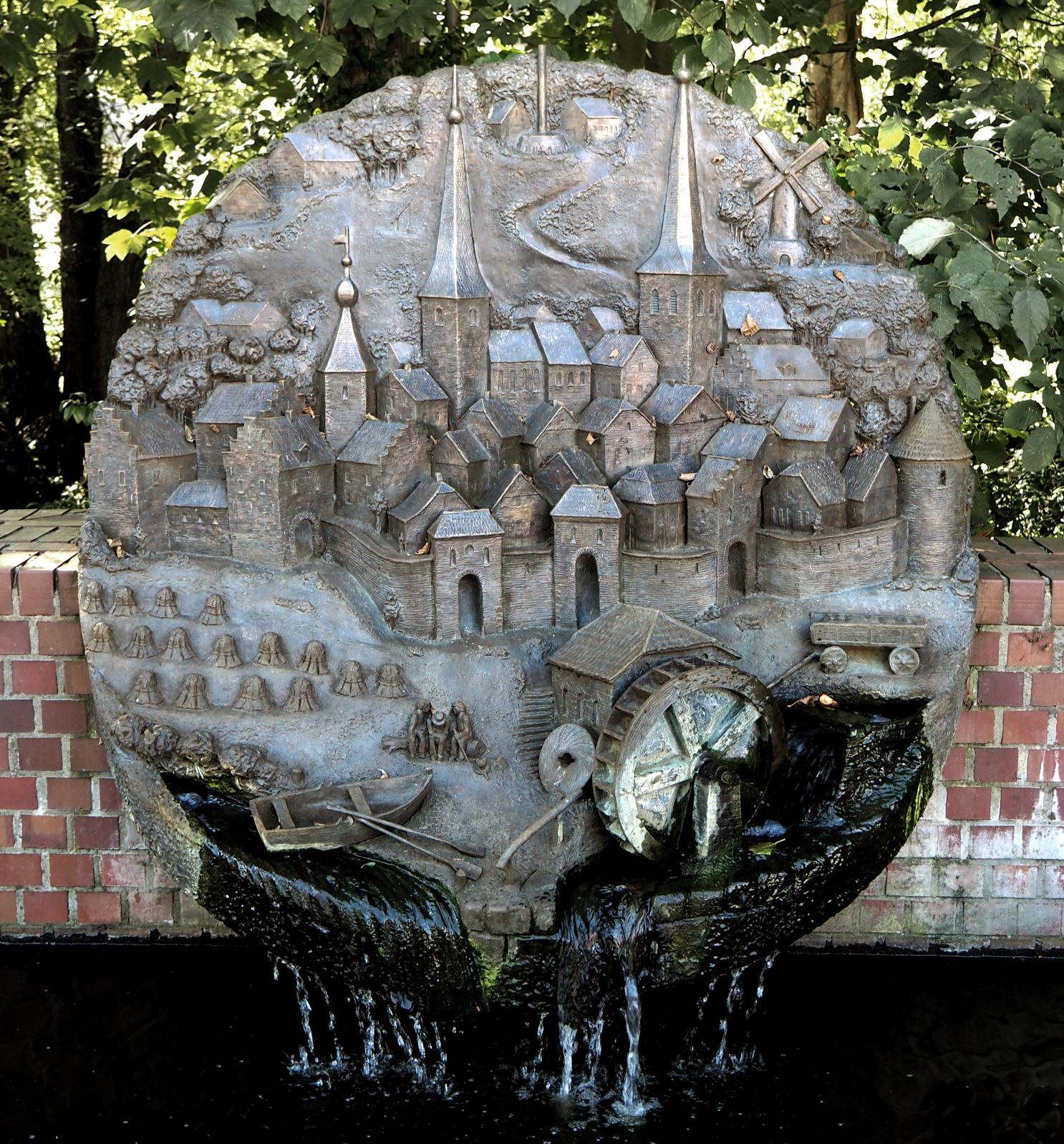
Brunnen zur Stadtgeschichte

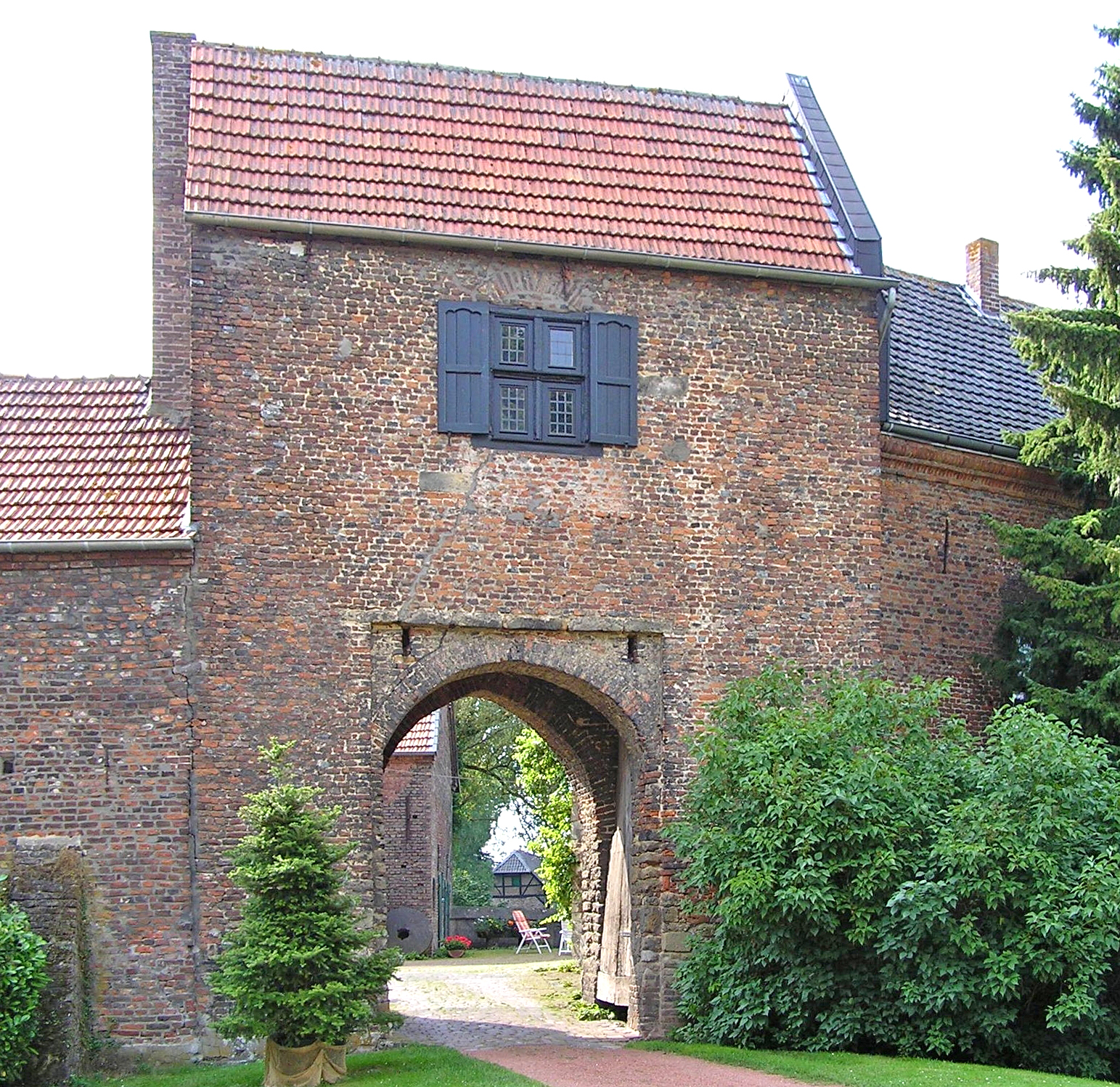
Burg

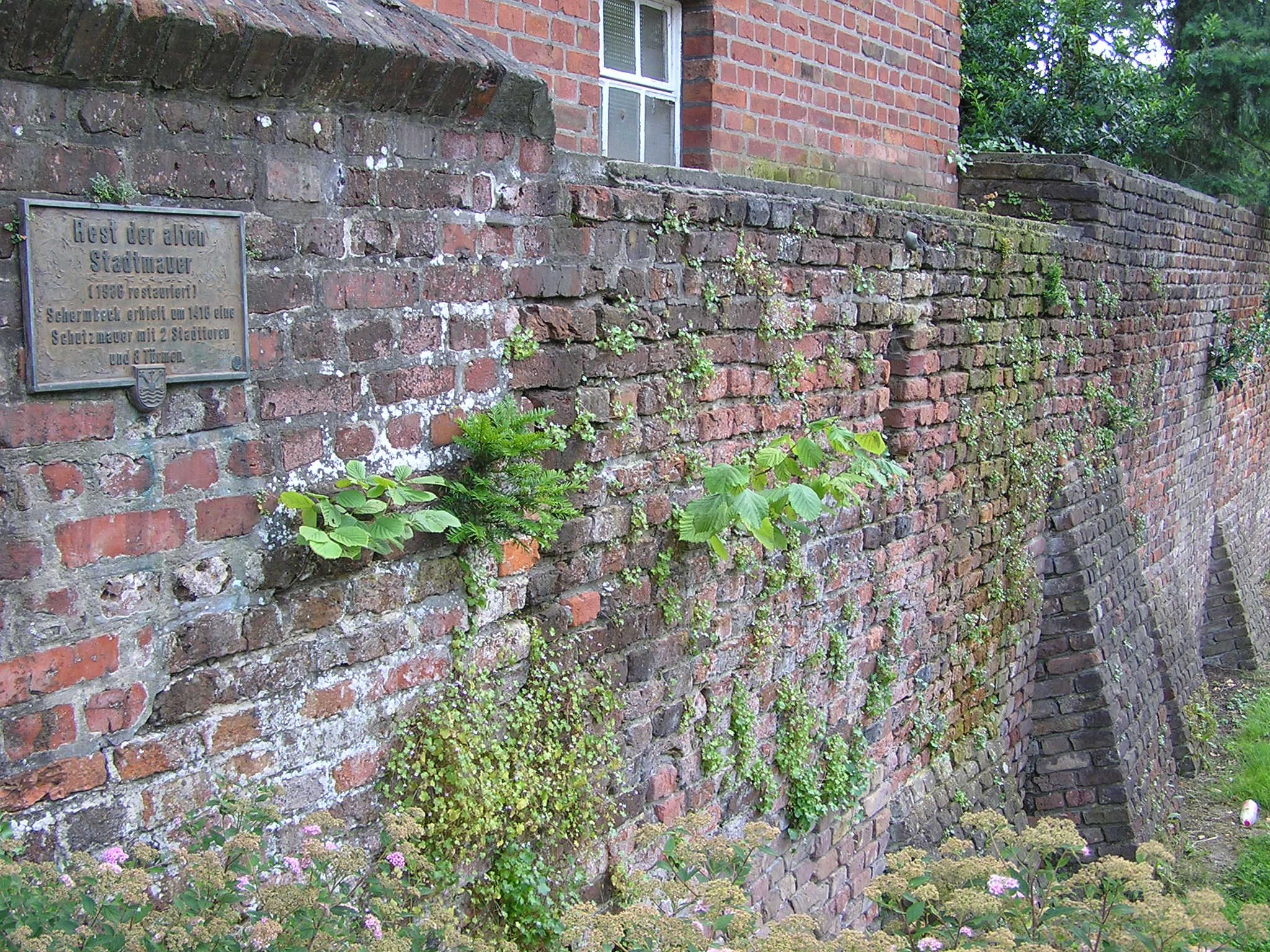
Reste der Stadtmauer

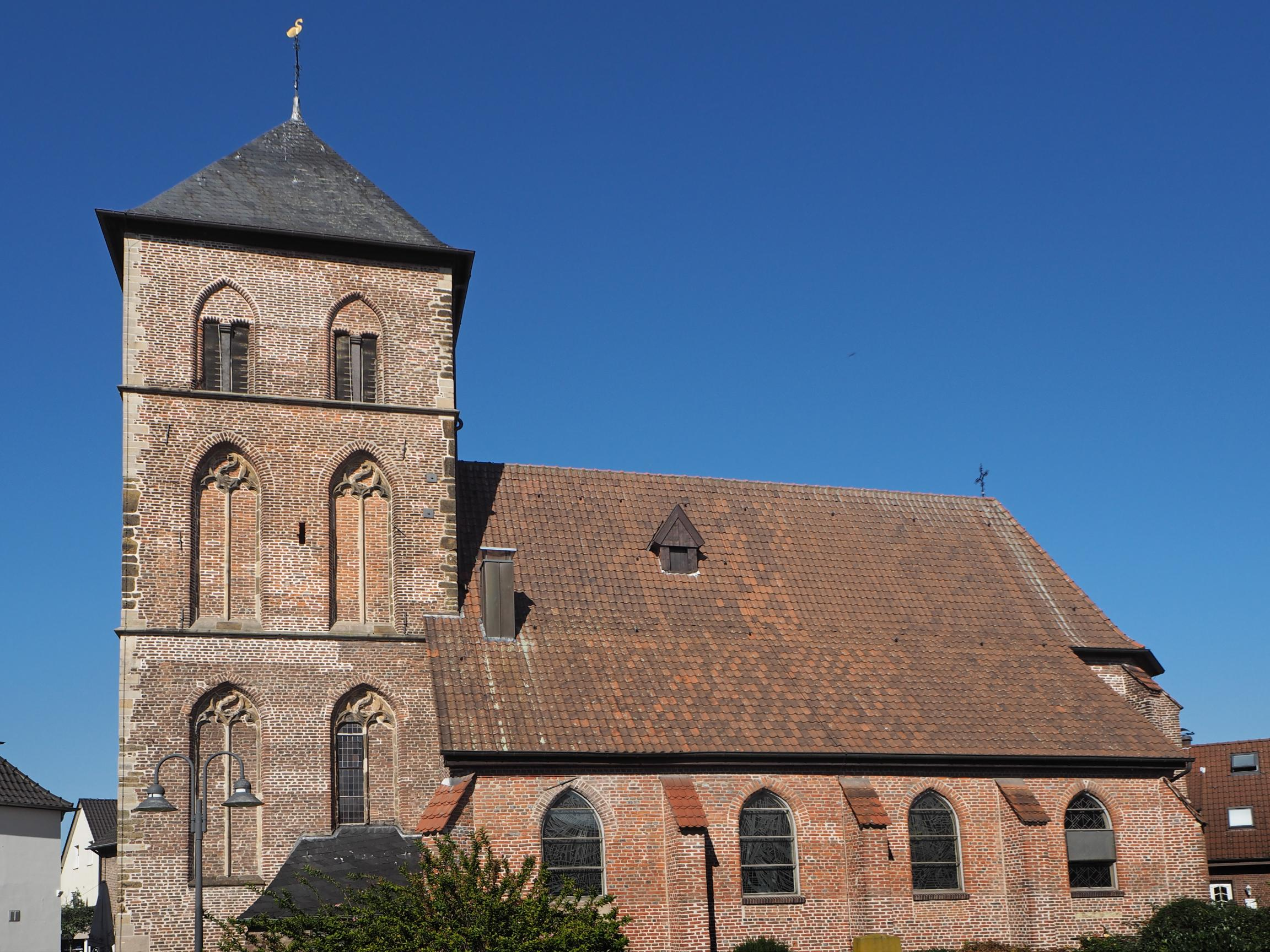
St.-Georg-Kirche (evang.)

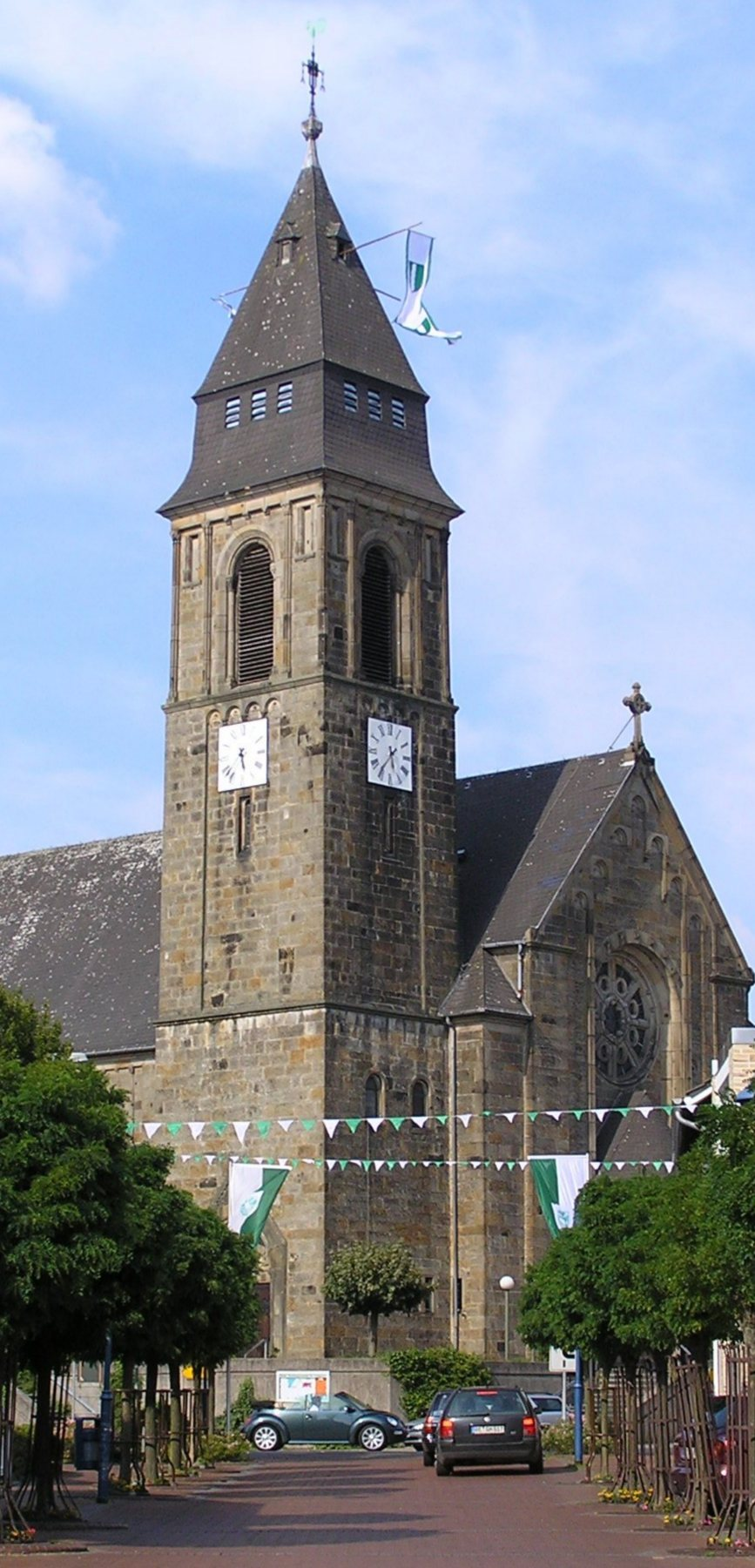
St.-Ludgerus-Kirche (kath.)

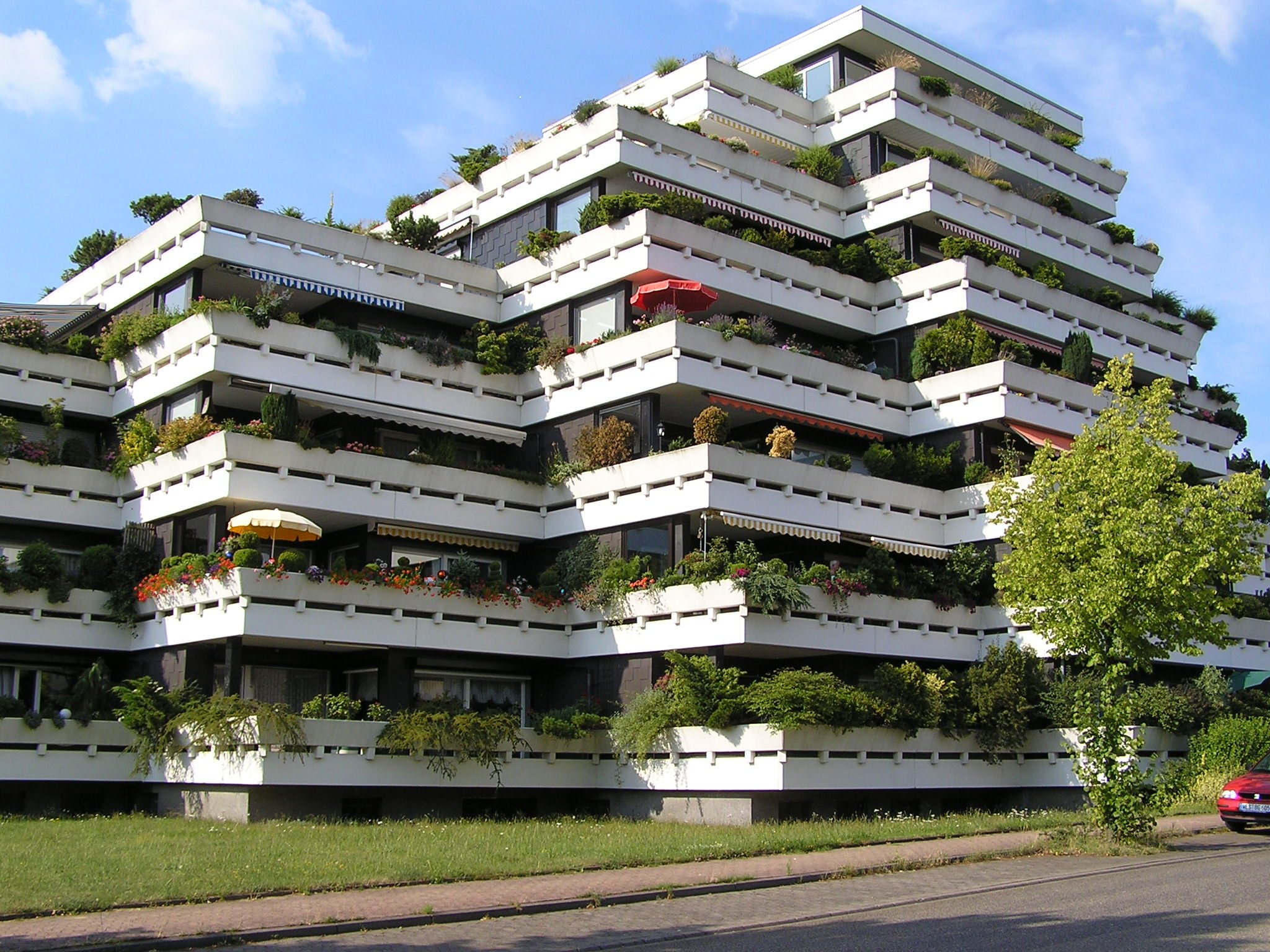
Terrassenhaus

Der Name „Scirenbeke“ als Ursprung des heutigen Ortsnamens tauchte zum ersten Mal in Urkunden von 799 auf. Darin überschrieb Liudger die Höfe „Scirenbeke“ und „Ruscethe“ (hieraus entwickelte sich die Bezeichnung des heutigen Ortsteils Rüste) dem Kloster Werden. Ebenfalls wird Liudger als Erbauer der Kirche in Altschermbeck vermutet.
Mit dem Vertrag von Verdun 843 wurde das Gebiet um das spätere Schermbeck Teil des Lotharii Regnum unter Kaiser Lothar I., während das spätere Altschermbeck an das Ostfrankenreich unter König Ludwig fiel. Im Jahr 900 wurde der Ortsteil Gahlen als „Galnon“ erstmals urkundlich bezeugt, wobei es sich auch hier um eine Schenkung an das Kloster Werden handelte. Die urkundliche Erwähnung der übrigen Ortsteile folgte in den daran anschließenden Jahrhunderten, beispielsweise wurde im ältesten überlieferten Totenbuch des Xantener Viktorstift „Damme“ (der heutige Ortsteil Damm) erwähnt. Der Hof „Wisele“ (heute Weselerwald) wurde erstmals in einer Urkunde von 1122 genannt. Aus dem Jahr 1163 stammt der erste schriftliche Hinweis auf Bricht. 1184 wurde erstmals eine Pfarrei erwähnt, welche vermutlich vom Kloster Werden errichtet worden war.
Im beginnenden 13. Jahrhundert profitierte Schermbeck vor allem von der durch die Ortschaft führende Handelsroute. 1319 wurde die Schermbecker Burg erstmals erwähnt, 1372 folgte das Kirchspiel Schermbeck, 1380 Gahlen als Pfarrei. Zu Beginn des 15. Jahrhunderts wurde die Stadtbefestigung mit zwei Toren und acht Türmen errichtet und um 1416 fertiggestellt. Im folgenden Jahr wurde Schermbeck erstmals urkundlich als Stadt genannt, wobei die Verleihung der Stadtrechte schon zuvor erfolgt sein muss. 1417 wurde die Kapellengemeinde Schermbeck von der bisherigen Pfarrei Drevenack getrennt und zur selbständigen Pfarrei erhoben.
Im Folgenden kam es zweimal binnen kurzer Zeit zur Zerstörung Schermbecks. 1425 wurde Schermbeck durch Johann von Gemen eingenommen, der eine Fehde gegen Adolf II. führte, und schließlich in Brand gesteckt. 1483 gelang es Heinrich von Gemen Schermbeck abermals einzunehmen. Bei der Eroberung der Stadt wurde Schermbeck erneut zerstört und auch die Stadtrechtsurkunde in den Flammen vernichtet. Herzog Johann II. gewährte dem niedergebrannten Schermbeck daraufhin einen Wiederaufbauzuschuss und überließ der Stadt für sechs Jahre die gesamten Erträge des Schermbecker Zolls. Am 12. März 1485 erhielt Schermbeck erneut die Stadtrechte.

### Renaissance
Nachdem das Herzogtum Kleve die Religionszugehörigkeit freigestellt hatte, traten die Gemeinden in Schermbeck und Gahlen zwischen 1550 und 1580 zum Luthertum über. Die seit 843 bestehende Teilung Schermbecks schlug sich 1559 erstmals urkundlich in der Bezeichnung „Olden-Schermbeck“ im Gegensatz zu „Neu-Schermbeck“ nieder.
Infolge des Jülich-Klevischen Erbfolgestreits gelangte Schermbeck zu Brandenburg-Preußen und wurde 1615 während des Achtzigjährigen Krieges durch spanische Truppen besetzt. Es folgte eine unruhige Zeit: 1631 brach die Pest aus, 1636 lagerten hessische Truppen während des Dreißigjährigen Kriegs im Ortsteil Damm. Berichten zufolge haben diese „sich einlogieret und daselbst ungefähr fünf Tage gelegen und in dieser Zeit alles ruinieret“. 1636 wurde Schermbeck von kaiserlichen Truppen besetzt, bis es am 28. Juni 1640 erneut zu großen Teilen niederbrannte. 1643 wurden Amt, Burg und Stadt Schermbeck für 50.000 Reichstaler an Alexander Freiherr von Velen verpfändet und erst 20 Jahre darauf wieder ausgelöst. Die Burg ging 1662 in Privatbesitz über.
Am 9. Oktober 1685 feierten die Bürger Schermbecks die Einweihung der ersten reformierten Kirche an der Mittelstraße, welche jedoch beim vierten Stadtbrand 1742 (wie rund 30 Prozent der Wohnhäuser) vernichtet wurde, verursacht durch während des Ersten Schlesischen Krieges in Schermbeck einquartierte hannoversche Truppen. Die zerstörte Kirche wurde durch eine Kapelle ersetzt. Schon ab 1718 waren die Mauern und Türme der alten Stadtbefestigung zum Teil abgetragen worden.

### Neuzeit
Die neuzeitliche Geschichte Schermbecks begann mit einem wirtschaftlichen Aufschwung, vor allem begründet durch die Herstellung und den Verkauf von Tuch. 1800 wurden 56 Spinnereien und Webereien gezählt.
Bis 1803 gehörte Altschermbeck zum Amt Ahaus im Hochstift Münster und kam 1803 im Reichsdeputationshauptschluss an das neu entstandene Fürstentum Salm, während der vormals klevisch-preußische Westen des heutigen Gemeindegebietes 1806 Teil des Arrondissements Wesel im Großherzogtum Berg wurde. Von 1811 bis 1813 stand ganz Schermbeck unter französischer Herrschaft. Ab 1815 kamen die Bürgermeistereien Altschermbeck, Gahlen und Schermbeck unter preußische Verwaltung. Mit der Bildung der neuen Regierungsbezirke 1816 wurde auch die Landkreisebene neugeordnet. Während die Bürgermeisterei Altschermbeck dem Kreis Recklinghausen in der Provinz Westfalen zugeordnet wurde, kamen die Bürgermeistereien Gahlen und Schermbeck zum Kreis Dinslaken in der Provinz Jülich-Kleve-Berg, die 1822 in der preußischen Rheinprovinz aufging. Bereits 1823 wurde der Kreis Dinslaken wieder aufgelöst; seine nördlich der Lippe gelegene Bürgermeisterei Schermbeck kam zum Kreis Rees, der Rest des Kreises, der südlich der Lippe lag, wurde in den neu gebildeten Kreis Duisburg eingebracht.
1830 vereinigten sich die lutherische und die reformierte Gemeinde in Schermbeck. Gleichzeitig wurden die Katholiken Schermbecks, Brichts und Overbecks nach Altschermbeck eingepfarrt, wo am 19. Oktober 1841 eine neue katholische Kirche eingeweiht werden konnte. 1858 errichteten Wilhelm Schoel und E. Fischer die erste mechanische Ziegelei in Schermbeck, deren Nachfolger noch heute in Form der Dachziegelwerke Nelskamp fortbestehen. 1870 wurde das örtliche Krankenhaus in Betrieb genommen.
1874 wurde mit dem Streckenabschnitt von Haltern über Schermbeck nach Wesel der erste Teil der im gleichen Jahr vollendeten Haltern-Venloer Bahn eröffnet. Die Deutsche Bundesbahn gab den Personenverkehr auf der Strecke im September 1962 auf. Ab 1974 war Schermbeck der westliche Endpunkt aus Richtung Haltern, 1985 wurde der Bahnhof ebenfalls aufgegeben. 1887 gründeten anfänglich 19 „Kolonisten“ die Arbeiterkolonie Lühlerheim im Ortsteil Weselerwald, bevor Schermbeck zum Ende des 19. Jahrhunderts erneuten wirtschaftlichen Aufschwung durch die aufblühende Töpferei erfuhr. In Schermbeck waren in dieser Zeit zwischen 25 und 30 Töpfermeister tätig, deren Waren vor allem im nahegelegenen Ruhrgebiet verkauft wurden. In der Folgezeit wurden unter anderem 1910 ein neues Amtshaus (heute das Alte Rathaus) errichtet und 1915 die heutige Ludgeruskirche in Altschermbeck eingeweiht.
Auf dem Freudenberg bei Schermbeck wurde 1934 das „Haus Berta“ als jüdisches Ferien- und Schulungsheim des Reichsbunds jüdischer Frontsoldaten eröffnet. Im Jahr 1937 wurde es durch die Nationalsozialisten geschlossen und ein Jahr später zerstört.
Während des Zweiten Weltkriegs, vor allem am 23. März 1945 wurde Schermbeck Ziel alliierter Bombenangriffe, bei denen der Ortskern zu 70 Prozent zerstört wurde.

### Geschichte Schermbecks nach 1945
1965 trat das Amt Schermbeck dem 1963 gegründeten Naturpark Hohe Mark-Westmünsterland bei. 1978 eröffnete das Hallenbad und 1987 das Heimatmuseum. Im gleichen Jahr wurde das Marien-Hospital in ein Alten- und Pflegeheim umgewandelt. Am 30. Oktober 1993 wurde das neue Rathaus mit Begegnungszentrum offiziell seiner Bestimmung übergeben. 1999 beging Schermbeck sein 1200-jähriges Bestehen.

### Gebietsreform
Am 1. Januar 1975 wurden im Zuge des zweiten Neugliederungsprogramms (§ 4 Niederrhein-Gesetz) die bis dahin selbständigen Gemeinden Bricht, Dämmerwald, Damm, Overbeck (teilweise), Schermbeck und Weselerwald des ehemaligen Amtes Schermbeck im früheren Kreis Rees, die Gemeinde Gahlen (teilweise) des Amtes Gahlen im früheren Kreis Dinslaken sowie die westfälische Gemeinde Altschermbeck des Amtes Hervest-Dorsten im Kreis Recklinghausen zur neuen Gemeinde Schermbeck zusammengeschlossen.
Gleichzeitig wurden wesentliche Teile der ehemaligen Kreise Dinslaken, Moers und Rees mit Teilgebieten der Kreise Borken und Recklinghausen zum neuen Kreis Wesel zusammengefügt.
Schermbeck ist seitdem eine kreisangehörige Gemeinde des Kreises Wesel.

### Archäologische Funde
Schermbeck hat eine faszinierende archäologische Geschichte, die auf eine Besiedlung seit mindestens der Bronzezeit hinweist. Besonders in den Ortsteilen wie Altschermbeck und Gahlen gab es bedeutende Funde, die Einblicke in das Leben vergangener Epochen geben.
Während der Römerzeit (1. bis 4. Jahrhundert n. Chr.) verlief der Fluss Lippe, der durch Schermbeck fließt, als wichtiger Handelsweg. In den umliegenden Gebieten wurden Funde von römischen Münzen, Keramiken und sogar Waffen gemacht, die darauf hindeuten, dass römische Händler oder Soldaten die Region durchquerten. In Gahlen wurden außerdem Spuren eines germanischen Gehöfts entdeckt, das aus der gleichen Zeit stammt. Dazu gehören Überreste von Pfostenlöchern, die einst Teil eines Langhauses waren.
In Altschermbeck wurden bei Bauarbeiten Reste eines frühmittelalterlichen (9. bis 13. Jahrhundert) Gräberfeldes entdeckt. Diese Gräber enthielten Schmuck, Waffen und andere Grabbeigaben, die auf die fränkische Besiedlung hindeuten. Ein bedeutender Fund aus dem frühen Mittelalter war ein großer silberner Ring, der um das 10. Jahrhundert datiert wird. Dieser wurde in einem ehemaligen Ackerland gefunden und gilt als Beweis für Handelsverbindungen in dieser Zeit. Der Standort einer kleinen Befestigungsanlage aus dem 11. Jahrhundert wurde ebenfalls identifiziert. Sie lag strategisch in der Nähe der Lippe und diente vermutlich als Schutzpunkt für Händler.
Im Jahr 2007 führten Archäologen umfangreiche Untersuchungen in Gahlen durch, bevor eine Baufläche erschlossen wurde. Dabei stießen sie auf Reste einer mittelalterlichen Siedlung mit Überresten von Holzhäusern, Keramikfragmenten und Tierknochen. Diese Funde wurden auf das 12. bis 13. Jahrhundert datiert.
- Evangelische St.-Georgs-Kirche
- Katholische Kirche St. Ludgerus

Siehe auch: Liste der Baudenkmäler in Schermbeck

## Religion

### Konfessionsstatistik
Gemäß dem Zensus 2011 waren 43,9 % der Einwohner römisch-katholisch, 36,9 % evangelisch, und 19,2 % waren konfessionslos, gehörten einer anderen Religionsgemeinschaft an oder machten keine Angabe.
Mit Stand 2025 zählt die Kirchengemeinde in Schermbeck 4.435 Mitglieder.
Historisch bedingt ist Schermbeck mehr katholisch (Bistum Münster), als evangelisch.

### Jüdische Gemeinde
Im Jahre 1676 wurde erstmals die Anwesenheit von Juden in Schermbeck bezeugt. In der Zeit der preußischen Herrschaft wurde ein Sonderrecht für Juden eingeführt, indem ihnen Schutzbriefe ausgestellt wurden beim Nachweis einer bestimmten Vermögenshöhe. Juden übten die Berufe des Viehhändlers und Metzgers aus. Im Jahre 1810 errichtete sich die kleine jüdischen Gemeinde eine eigene Synagoge. Außerdem gab es eine Mikwe und einen Jüdischen Friedhof. Ab 1820 stieg der jüdische Bevölkerungsanteil an. 1855 gab es im Ort 97 Personen jüdischen Glaubens, rund 10 % der Einwohner. Danach ging die Zahl kontinuierlich zurück, bis 1927 nur noch 13 Juden gezählt wurden. In der Pogromnacht vom 9. November 1938 wurde die Synagoge wegen zu befürchtender Brandgefahr für Nebengebäude zwar nicht niedergebrannt, aber ihr Inneres verwüstet und Einrichtungsgegenstände in den Garten hinter dem Gotteshaus geworfen, wo sie am nächsten Tag verbrannt wurden. Während sich einige Familien rechtzeitig durch ihre Emigration retten konnten, fanden andere jüdische Familien in verschiedenen Konzentrationslagern den Tod. Seit 1982 erinnert eine Gedenktafel an die 1938 zerstörte Synagoge.

## Politik

### Ergebnisse der Kommunalwahlen 2020 in Schermbeck
Die Sitze im Gemeinderat verteilen sich nach dem Ergebnis der Kommunalwahl 2020 folgendermaßen auf die einzelnen Parteien:
| Partei | Stimmen | % (2020) | % (2014) | +/-      | Sitze (2020) | Sitze (2014) | +/- |
| --- | ------- | -------- | -------- | -------- | ------------ | ------------ | --- |
| CDU | 3.784   | 49,5 %   | 49,9 %   | - 0,4 %  | 13           | 13           | ± 0 |
| Bündnis 90/Die Grünen | 1.150   | 15,1 %   | 11,0 %   | + 4,1 %  | 4            | 3            | + 1 |
| Die PARTEI | 790     | 10,3 %   | 0,0 %    | + 10,3 % | 3            | 0            | + 3 |
| SPD | 704     | 9,2 %    | 22,1 %   | - 12,9 % | 2            | 6            | - 4 |
| BfB | 498     | 6,5 %    | 12,5 %   | - 6,0 %  | 2            | 3            | - 1 |
| FDP | 450     | 5,9 %    | 4,6 %    | + 1,3 %  | 1            | 1            | ± 0 |
| ZUKUNFT.Schermbeck | 252     | 3,3 %    | 0,0 %    | + 3,3 %  | 1            | 0            | + 1 |
| Leifeld, Stephan | 11      | 0,1 %    | 0,0 %    | + 0,1 %  | 0            | 0            | ± 0 |
| Gültige Stimmen | 7.639   |          |          |          |              |              |     |
| Ungültige Stimmen | 64      |          |          |          |              |              |     |
| Stimmen Insgesamt | 7.703   |          |          |          | 26           | 26           | ± 0 |
| Wahlberechtigte Insgesamt | 11.891  | 64,8 %   | 62,9 %   | + 1,9 %  |              |              |     |
| Ratswahl 13.09.2020 SchermbeckWahlbeteiligung von 64,8 % 50403020100 49,5 %15,1 %10,3 %9,2 %6,5 %5,9 %3,3 %0,1 % CDUGrünePARTEISPDBfBeFDPZ.SgSonst.hGewinne und Verlusteim Vergleich zu 2014 %p 12 10 8 6 4 2 0 −2 −4 −6 −8−10−12−14−0,4 %p+4,1 %p+10,3 %p−12,9 %p−6,0 %p+1,3 %p+3,3 %p+0,1 %pCDUGrünePARTEISPDBfBFDPZ.SSonst.Anmerkungen:e Bürger für Bürgerg ZUKUNFT.Schermbeckh Leifeld, Stephan |         |          |          |          |              |              |     |
| Sitzverteilung Ratswahl 13.09.2020 SchermbeckInsgesamt 26 Sitze - SPD: 2 - PARTEI: 3 - Grüne: 4 - CDU: 13 - FDP: 1 - Sonst.: 3 Sonstige: (3 Sitze) > „BfB“ = 2 Sitze > „Z.S“ = 1 Sitz |         |          |          |          |              |              |     |

| Partei | Kandidat*                 | Stimmen | % (2020) |
| --- | ------------------------- | ------- | -------- |
| CDU | Rexforth, Mike            | 4.614   | 60,6 %   |
| Bündnis 90/Die Grünen | Steinkühler, Stefan       | 1.610   | 21,1 %   |
| Die PARTEI | Gätzschmann, Timo         | 724     | 9,5 %    |
| BfB | Roth, Klaus Detlef        | 667     | 8,8 %    |
| Gültige Stimmen | Gültige Stimmen           | 7.615   |          |
| Ungültige Stimmen | Ungültige Stimmen         | 95      |          |
| Stimmen Insgesamt | Stimmen Insgesamt         | 7.710   |          |
| Wahlberechtigte Insgesamt | Wahlberechtigte Insgesamt | 11.891  | 64,8 %   |
| Bürgermeisterwahl* 13.09.2020 SchermbeckWahlbeteiligung von 64,8 % 706050403020100 60,6 %21,1 %9,5 %8,8 % CDUaGrünebPARTEIcBfBdAnmerkungen:a Rexforth, Mikeb Steinkühler, Stefanc Gätzschmann, Timod Roth, Klaus Detlef |                           |         |          |

Die Ergebnisse der vergangenen Kommunalwahlen seit 1989 (2009: 32 Sitze, ab 2014: 26 Sitze):
| Partei/Liste      | 1989 | 1994 | 1999 | 2004 | 2009 | 2009  | 2014 | 2014  | 2020 | 2020  |
| Partei/Liste      | %*   | %    | %    | %    | %    | Sitze | %    | Sitze | %    | Sitze |
| CDU               | 43,3 | 40,7 | 44,8 | 48,6 | 52,4 | 17    | 49,9 | 13    | 49,5 | 13    |
| SPD               | 31,6 | 30,1 | 29,1 | 25,9 | 18,5 | 6     | 22,0 | 6     | 9,2  | 2     |
| Grüne             | 6,0  | 5,9  | 4,1  | 5,7  | 10,8 | 3     | 11,0 | 3     | 15,1 | 4     |
| FDP               | 4,6  | 4,2  | 4,3  | 6,0  | 7,4  | 2     | 4,6  | 1     | 5,9  | 1     |
| Bürger für Bürger | –    | –    | –    | –    | –    | –     | 12,5 | 3     | 6,5  | 2     |
| PARTEI            | –    | –    | –    | –    | –    | –     | –    | –     | 10,3 | 3     |
| Zukunft**         | –    | –    | –    | –    | –    | –     | –    | –     | 3,3  | 1     |
| USWG***           | 14,5 | 19,2 | 17,7 | 13,8 | 11,0 | 4     | –    | –     | –    | –     |

* % = jeweils: Stimmenanteile ** Zukunft Schermbeck *** Unabhängige Schermbecker Wählergemeinschaft

### Bürgermeister / Gemeindedirektor
Liste der hauptamtlichen Bürgermeister der Gemeinde Schermbeck seit 1995:
- 1995–2004: Wilhelm Capell (SPD)
- 2004–2014: Ernst-Christoph Grüter (CDU)
- seit 2014: Mike Rexforth (CDU)

Bürgermeister der Gemeinde Schermbeck ist seit dem 23. Juni 2014 Mike Rexforth (CDU). Bei der Wahl 2014 erhielt er 57,21 % der Stimmen, 2020 waren es 60,59 %.

### Gemeindewappen

Gemeindewappen Schermbeck

Das Schermbecker Gemeindewappen zeigt einen silbernen (Weiß) Herzschild auf rotem Feld überdeckt von einer dreistrahligen goldenen (Gelb) Lilienhaspel und einem goldenen (Gelb) Lilienbalken. Im silbernen (Weiß) Wellenschildfuß befinden sich drei grüne Wellenbalken.
Das Gemeindewappen hat seinen Ursprung in der Zeit der Stadterhebung Schermbecks zwischen 1410 und 1417. Das älteste bekannte Siegel der damaligen Stadt trägt in einer Urkunde vom 15. Mai 1500 die Umschrift „sigillum opidi schirenbecke“ (deutsch: Siegel der Stadt Schermbeck). Das silberne Herzschild und die Lilienhaspeln und -balken sind aufgrund der einstigen territorialen Zugehörigkeit der früheren Stadt Schermbeck zum Herzogtum Kleve dem Wappen der Grafen und Herzöge von Kleve entnommen. Die drei Wellenbalken im unteren Teil des Wappens weisen auf die vom heute als Mühlenbach bezeichneten Grenzbach „Scirenbeke“ übernommene Ortsbezeichnung hin. Weiterhin symbolisieren die Wellenbalken die Issel, die Lippe und die Bäche als geographisch verbindende Elemente der früher im Amt Schermbeck selbständigen Gemeinden.
Das Gemeindewappen wurde durch den Regierungspräsidenten in Düsseldorf mit Urkunde vom 21. Dezember 1977 genehmigt.

## Wirtschaft und Verkehr

### Verkehrsinfrastruktur

#### Schienen- und Busverkehr
Schermbeck verfügte von 1874 bis 1985 über einen Bahnhof an der Strecke Haltern – Wesel – Venlo. Seit 1962 fahren hier keine Personenzüge mehr. Güterzüge fuhren bis 1974 über Drevenack weiter nach Wesel. Das leerstehende Bahnhofsgebäude wurde 1978 durch Brandstiftung zerstört und daraufhin abgerissen. 1985 legte die Deutsche Bundesbahn den ostwärts führenden Streckenabschnitt von Schermbeck nach Hervest-Dorsten ebenfalls still.
Im Straßenpersonennahverkehr verkehren folgende Buslinien:
- Schnellbus-Linie SB 18: Sie verkehrt zwischen Schermbeck und Dorsten alle 30 Minuten (an Wochenenden jede Stunde), wechselt dort dann zur SB 28 nach Gelsenkirchen-Buer. Bis Mitte 2017 waren beide Abschnitte zusammen als SB 28 unterwegs. An Samstagen gehen die Busse der Linie SB 18 in Schermbeck in die Linie 71 nach Dinslaken über und umgekehrt.
- XBus-Linie X05: Sie verbindet seit Dezember 2022[15] Dorsten, Schermbeck, Hünxe-Drevenack und Wesel im Stundentakt. Sie fährt zwar zwischen Dorsten und Schermbeck dieselbe Strecke wie die SB 18, durchfährt den Ortsteil Rüste allerdings ohne Halt. Die X05 ersetzte im Rahmen der XBus-Investitionsprogramms des Verkehrsverbundes Rhein-Ruhr (VRR) die Schnellbus-Linie SB 21, welche nur zweistündlich zwischen Schermbeck, Hünxe-Drevenack und Wesel verkehrte.
- Buslinie 71: Sie verbindet Schermbeck montags-samstags mit Dinslaken und täglich mit Raesfeld jeweils zweistündlich, am Rathaus findet ein Linienbruch beider Abschnitte statt. An Samstagen gehen die Busse der Linie 71 dort in die Linie SB 18 nach Dorsten über und umgekehrt, während der Abschnitt nach Raesfeld stattdessen samstags fünfmal und sonntags viermal als Taxibus bei Bedarf bedient wird.
- Buslinie 293: Sie verkehrt montags-freitags morgens und nachmittags primär zwischen Dorsten und Schermbeck über den Linienweg der SB 18, nebenbei auch morgens von bzw. nachmittags nach Raesfeld nur in Lastrichtung über den Linienweg der Buslinie 71, zur Anbindung der Gesamtschule in Schermbeck. In Richtung Raesfeld enden nachmittags einzelne Fahrten bereits in Erle.
- Buslinie 299: Sie verkehrt montags-freitags morgens und nachmittags ebenfalls zwischen Dorsten, Schermbeck, Hünxe-Drevenack und Wesel, allerdings bedient sie – anders als SB 18 und X05 – statt Rüste und Dorsten-Holsterhausen den Gahlener Ortsteil Besten und Dorsten-Hardt und dient primär der Anbindung der Bestener Schule. Die meisten Fahrten haben dabei die Relation Dorsten – Schermbeck und Wesel - Gahlen-Besten, nur vereinzelt wird die komplette Strecke bedient. Sonn- und feiertags verkehren drei Fahrten zwischen Schermbeck und Gahlen-Besten als Taxibus.

Alle genannten Linien werden von der BVR Busverkehr Rheinland bedient. Es gilt der Tarif des Verkehrsverbundes Rhein-Ruhr (VRR) und tarifraumüberschreitend der NRW-Tarif.

#### Feldbahn
Die in Schermbeck ansässigen Ziegeleien unterhielten teilweise recht umfangreiche 600-mm-Feldbahnnetze, die aber spätestens nach 2002 aufgegeben waren. Hier sei insbesondere die Feldbahnstrecke Schermbeck-Gahlen vom Idunahall Gelände in Schermbeck an der Alten Poststraße bis zu den Tongruben im Bereich der heutigen Sonderabfalldeponie Hünxe in Gahlen genannt. Der Verein Feldbahnfreunde Schermbeck-Gahlen e. V. unterhält aktuell in den Lippeauen (Gahlener Aap) eine Museumsanlage.

#### Straßen
Schermbeck ist durch die Bundesautobahnen 3 (E 35) und 31 sowie die B 58 an das Fernstraßennetz angebunden.

#### Ansässige Unternehmen
In Schermbeck haben die Dachziegelwerke Nelskamp ihren Hauptsitz.

### Bildungseinrichtungen
- Grundschulen
  - Gemeinschaftsgrundschule mit katholischem Teilstandort
- Gesamtschulen
  - Gesamtschule Schermbeck
- Berufsbildung
  - Akademie für Steuern und Wirtschaft
- sonstige Bildungseinrichtungen
  - Volkshochschule

Medinzinische Versorgung
Schermbeck verfügt über kein Krankenhaus. Die medizinische Versorgung der Schermbecker Einwohner wird durch das Elisabethkrankenhaus im angrenzenden Dorsten gesichert.

### Sport
Der Fußballabteilung des SV Schermbeck, des größten Schermbecker Sportvereins, gelang 2003 der Aufstieg in die Oberliga Westfalen; in welcher die 1. Mannschaft 2018/19 den 6. Platz belegte.
Die Formation „The dancing rebels“ des Tanzclubs Grün-Weiß Schermbeck tanzt seit 2013 in der 1. Bundesliga vom Jazz und Modern Dance.
Der 1. Herrenmannschaft der Handballabteilung des SV Schermbeck gelang 2007 der Aufstieg in die Landesliga. Im Jahr 2008 gelang der Aufstieg in die Verbandsliga.
Der Golfclub Weselerwald e. V. besteht seit dem Jahr 1988 und hat ca. 750 Mitglieder. Die Golfanlage umfasst einen 18-Loch-Turnierplatz und einen 9-Loch-Kurzplatz.
Der Tennisverein TC Altschermbeck wurde 1970 gegründet. Er stellt 7 Ascheplätze für gut 132 Mitglieder zur Verfügung.

## Wolfsgebiet Schermbeck
Das Wolfsgebiet Schermbeck wurde am 1. Oktober 2018 als erstes Schutzgebiet in Nordrhein-Westfalen ausgewiesen, nachdem nach einem Schafsriss in Schermbeck-Bricht erstmals der genetische Nachweis eines Wolfes im Kreis Wesel erbracht worden war. Im November 2020 wurde schließlich ein Wolfspärchen mit einem etwa sechs Monate alten Welpen gesichtet. Im Zeitraum von 2018 bis 2020 wurden im Gebiet etwa 90 Wolfsübergriffe auf Schafe, Damwild und Ponys bestätigt. Die Ausweisung eines solchen Wolfsgebietes ist unter anderem für die Nutztierhaltung wichtig, weil das Land Nordrhein-Westfalen in diesen Bereichen auf der Grundlage der Förderrichtlinien Wolf Investitionen in vorbeugende Herdenschutzmaßnahmen fördert und auch eine bessere finanzielle Unterstützung der Weidetierhaltung ermöglicht.
Das Gebiet umfasst eine Fläche von 957 km2 und erstreckt sich über folgende Gemeinden und Gebiete:
- im Kreis Wesel: Hünxe, Dinslaken, Voerde, Wesel (nur der rechtsrheinische Teil), Hamminkeln
- im Kreis Kleve: Rees (im Nordwesten bis zur B 67)
- im Kreis Borken: Raesfeld
- im Kreis Recklinghausen: Dorsten
- in der kreisfreien Stadt Bottrop: nur der Teil nördlich der A2
- in der kreisfreien Stadt Oberhausen: nur der Teil nördlich der A2/A3

Die das Wolfsgebiet umgebende Pufferzone umfasst auf einer Fläche von 2805 km² die umliegenden Gemeinden. Die Autobahnen A 2 bzw. A 3 und A 42 bilden die südliche Grenze der Pufferzone.

## Persönlichkeiten
Zu bekannten gebürtigen und mit der Gemeinde Schermbeck verbundene Persönlichkeiten gehören Personen aus Geschichte und Religion, wie beispielsweise Karl Böckenhoff (1870–1917), katholischer Geistlicher, Kirchenrechtler und Moraltheologe und Gustav Sack (1885–1916), Dichter und Schriftsteller. Sowie Personen der Wirtschaft, aus Kunst und Kultur, sowie Militär, Sport, Wissenschaft und Politik, wie Gustav Sack (1885–1916), Dichter und Schriftsteller und Thomas Kammeier (* 1966), Koch, mit einem Stern im Guide Michelin ausgezeichnet. Eine vollständige Liste, inklusive Bürgermeister und Ehrenbürger, findet sich im Hauptartikel.

## Schermbeck in der Literatur
Gustav Sack schrieb über sein Heimatdorf:
„In einem flachen Kessel am Niederrhein liegt zwischen waldigen und heidigen Höhen ein Dorf, dessen Signum ein kurzer klobiger Backsteinkirchturm ist und dessen Hauptstraße kurz und gut die Mittelstraße heißt, und die wird zu beiden Seiten begleitet von der Kaffeestraße und Kirchstraße und ist mit ihnen verbunden durch mehrere Sträßlein, deren offizielle Namen man nur in dem heimatkundlichen Unterricht der Schule hört; später vergißt man sie und bezeichnet die Sträßlein nach irgendeinem irgendwie hervorstechenden Anwohner.
Die Bewohner aber neigen ein wenig zum Kretinismus und haben insbesondere vor ihren Nachbarn einen eigentümlichen hämischen und bissigen Witz voraus – sonst leben sie wie diese in den Tag und wissen nichts von der transzendenten Idealität der Zeit, der Verneinung des Willens, dem Pathos der Distanz und wären so glücklich wie ihr Vieh, wenn sie eben nicht den hämischen Witz hätten und so eingefleischte Ebenbilder ihres Gottes wären.“